# ميخائيل سميث
ميخائيل سميث (بالإنجليزية: Michael Bailey Smith)‏ (و. 1957 – م) هو ممثل، وممثل أفلام، وممثل تلفزيوني، من الولايات المتحدة الأمريكية، ولد في ألبينا.

## التعليم
تعلم في جامعة ميشيغان الشرقية.

## الخدمة العسكرية
خدم في القوات البرية للولايات المتحدة.

## وصلات خارجية
- ميخائيل سميث على موقع IMDb (الإنجليزية)
- ميخائيل سميث على موقع روتن توميتوز (الإنجليزية)
- ميخائيل سميث على موقع ألو سيني (الفرنسية)
- ميخائيل سميث على موقع أول موفي (الإنجليزية)
- ميخائيل سميث على موقع قاعدة بيانات الأفلام السويدية (السويدية)
- ميخائيل سميث على موقع قاعدة بيانات الفيلم (الإنجليزية)
- ميخائيل سميث على موقع كينوبويسك (الروسية)